# HYDE［INSIDE］LIVE 2024 -EXTRA-
『HYDE［INSIDE］LIVE 2024 -EXTRA-』（ハイド インサイド ライヴ にせんにじゅうよん エクストラ）は、日本のロックバンド・L'Arc〜en〜Ciel、VAMPSのボーカリストで、シンガーソングライターであるHYDEのライヴビデオ。2025年7月2日発売。発売元はVirgin Music。

## 解説
ライヴビデオ『HYDE LIVE 2023』以来約1年1ヶ月ぶり8作目となる映像作品のリリース。
本作品は、2024年10月から日本で行われたライヴツアー「HYDE［INSIDE］LIVE 2024 -EXTRA-」における幕張メッセ国際展示場9-11ホールの最終日公演の模様を収録したライヴビデオである。ちなみに本作に収録された幕張公演は、動画ストリーミングプラットフォームのAbemaTVで放送された番組『ABEMA PPV ONLINE LIVE』において生配信されている。
セットリストは、5thアルバム『HYDE［INSIDE］』の収録曲を中心に構成されている。また、今回のツアーでは2024年5月放送のアニメ『鬼滅の刃 柱稽古編』のオープニングテーマ、エンディングテーマに使用された「夢幻」（MY FIRST STORY×HYDE）と「永久 -トコシエ-」（HYDE×MY FIRST STORY）もセットリストに組み込まれており、本作にはゲスト出演したHiro（MY FIRST STORY）と「夢幻」を披露した模様が収められている。
フィジカルはBlu-ray Disc及びDVDの2形態で発売され、Blu-ray版は初回限定盤（2BD）と通常盤（BD）の2形態、DVD版は通常盤（DVD）の1形態でリリースされた。なお、初回限定盤は豪華デジパック仕様となっており、特典としてライヴハウスツアーの裏側に加え、2024年に出演した全国各地のフェスでのパフォーマンスやオフショット映像をまとめた「HYDE [INSIDE] LIVE 2024 Documentary」などが収録されている。

## 収録曲
1. LET IT OUT
2. AFTER LIGHT
3. I GOT 666
4. DEFEAT
5. BLEEDING
6. TAKING THEM DOWN
7. ON MY OWN
8. 永久 -トコシエ-
9. 6or9
10. MAD QUALIA
11. SOCIAL VIRUS
12. MIDNIGHT CELEBRATION II
13. LAST SONG
14. PANDORA
15. INTERPLAY
16. 夢幻 (with Hiro from MY FIRST STORY)
17. BELIEVING IN MYSELF
18. GLAMOROUS SKY
19. SEX BLOOD ROCK N' ROLL

## 初回限定盤特典Blu-ray Disc
1. HYDE [INSIDE] LIVE 2024 Documentary
2. THE ABYSS (HYDE [INSIDE] LIVE 2024 -EXTRA-)
3. Guitar Battle (HYDE [INSIDE] LIVE 2024 -EXTRA-)